# Vue du pont de Walton
Vue du pont de Walton est une peinture de paysage réalisée en 1754 par l'artiste vénitien Canaletto représentant la construction d'un nouveau pont à Walton-on-Thames sur la Tamise au sud-ouest de Londres, maintenant connu sous le nom de Old Walton Bridge.
Canaletto était devenu célèbre pour ses vedute de sa Venise natale, mais en 1746, il s'était rendu en Angleterre pour se rapprocher des riches mécènes britanniques pour lesquels il avait travaillé en Italie. Plusieurs de ses commandes concernaient de grandes maisons et des bâtiments publics de la capitale. Il a également peint plusieurs vues du pont de Westminster nouvellement construit. Le XVIIIe siècle a vu une multitude de nouveaux ponts être construits pour compléter les quelques traversées du fleuve. Les plans pour un pont à Walton ont commencé à être élaborés en 1748, et le pont a été achevé en 1750.
Le tableau était l'une des cinq œuvres commandées par Thomas Hollis. Canaletto s'est représenté au premier plan en train d'esquisser la scène. Le pont représenté a été remplacé en 1788 par un pont de pierre plus imposant qui a ensuite été peint par l'artiste anglais Turner dans ses Walton Bridges de 1806. Le tableau de Canaletto est aujourd'hui conservé à la Dulwich Picture Gallery à Londres.